# هلموت ابرل
هلموت ابرل (انگلیسی: Helmuth Aberle؛ زادهٔ ۱۰ ژوئن ۱۹۶۹) بازیکن سابق فوتبال اهل اتریش است که در پست مهاجم برای باشگاه فوتبال فرست ویینا بازی ‌می‌کرد.